# Apostolisch vicariaat Aysén
Het apostolisch vicariaat Aysén (Latijn: Vicariatus Apostolicus Aysenensis) is een rooms-katholiek bisdom met als zetels Puerto Aysén en Coyhaique, in Chili. Het apostolisch vicariaat is vrijgesteld en valt als immediatum direct onder de Heilige Stoel, zonder te behoren tot een kerkprovincie. Alle bisschoppen tot heden (2024) waren lid van de Italiaanse congregatie van de Servieten van Maria.

## Geschiedenis
Het apostolisch vicariaat werd opgericht op 17 februari 1940, als de apostolische prefectuur Aysén, uit delen van het bisdom San Carlos de Ancud. Op 8 mei 1955 werd het verheven tot apostolisch vicariaat. 

## Parochies
Het apostolisch vicariaat had in 2020 een oppervlakte van 109.865 km2 en telde 104.000 inwoners waarvan 66,7% rooms-katholiek was.

## Bisschoppen
- Antonio María Michelato Danese (5 april 1940 - september 1958)
- Cesar Gerardo Maria Vielmo Guerra (19 december 1959 - 16 juni 1963)
- Savino Bernardo Maria Cazzaro Bertollo (10 december 1963 - 8 februari 1988)
- Aldo Maria Lazzarín Stella (15 mei 1989 - 19 januari 1998)
- Luigi Infanti della Mora (30 augustus 1999 - heden)